# Dapengcheng

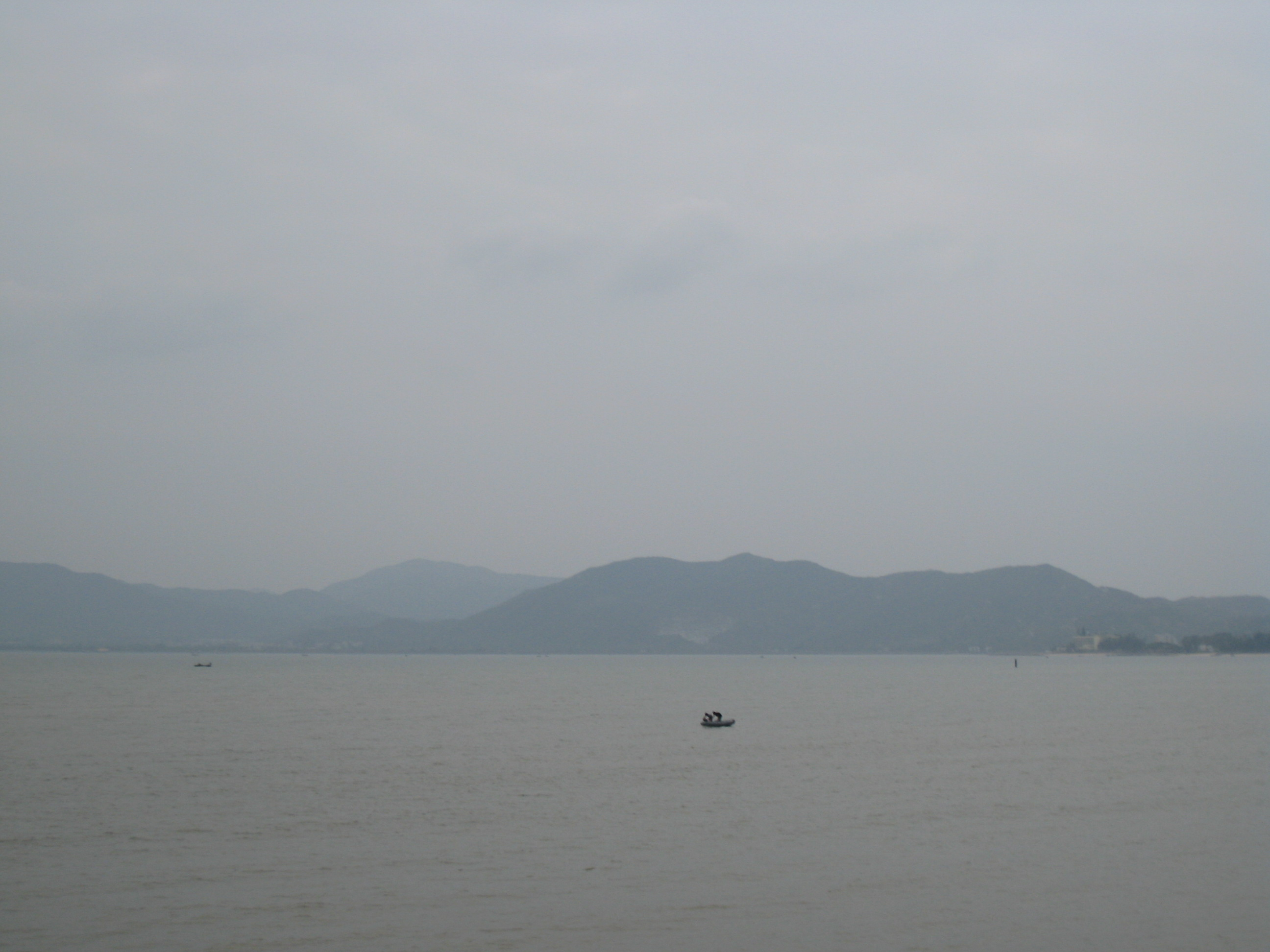
Zicht op Dayabaai vanuit Dapengcheng

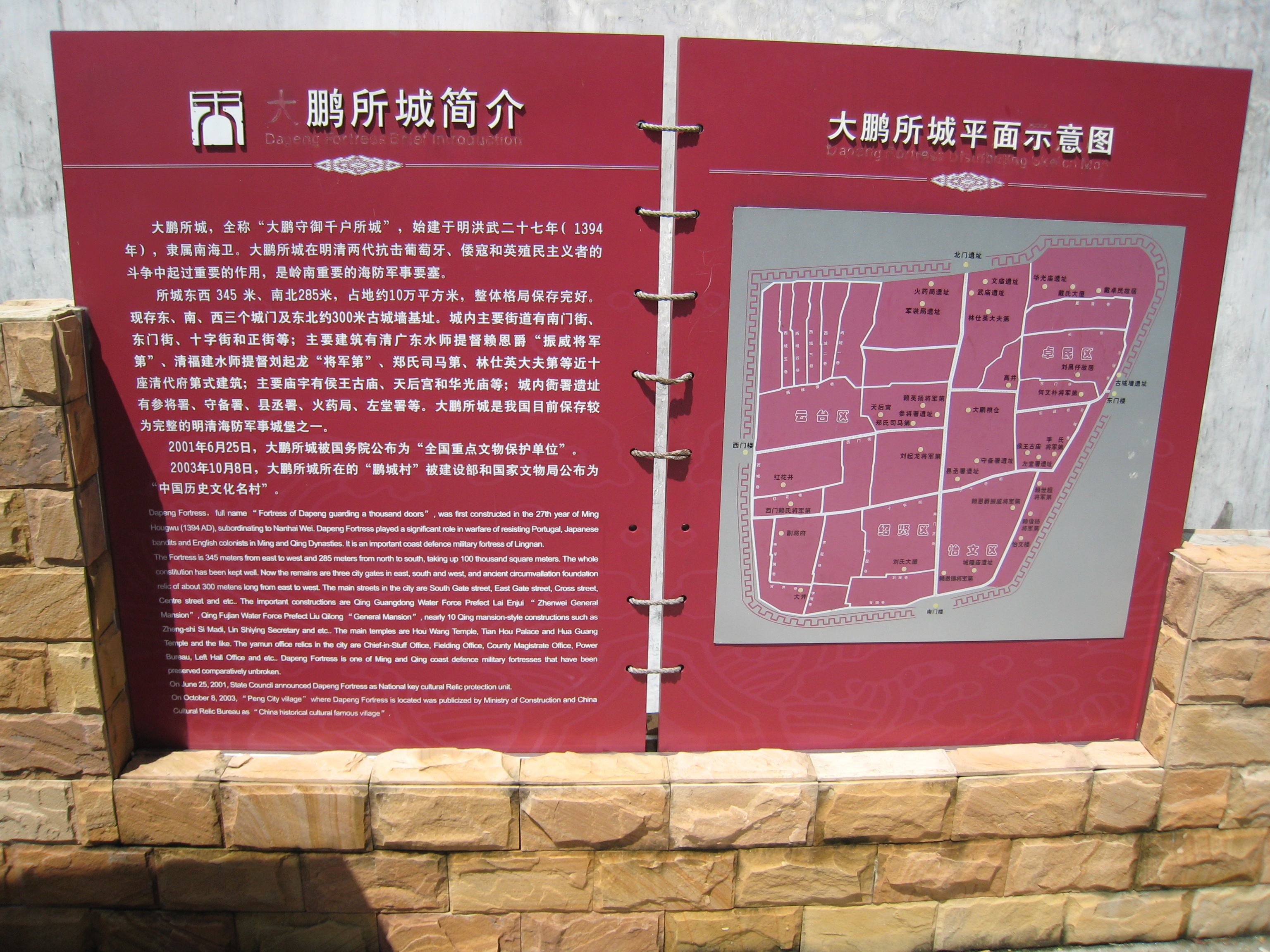
Kaart van Dapengcheng bij de Nanmen

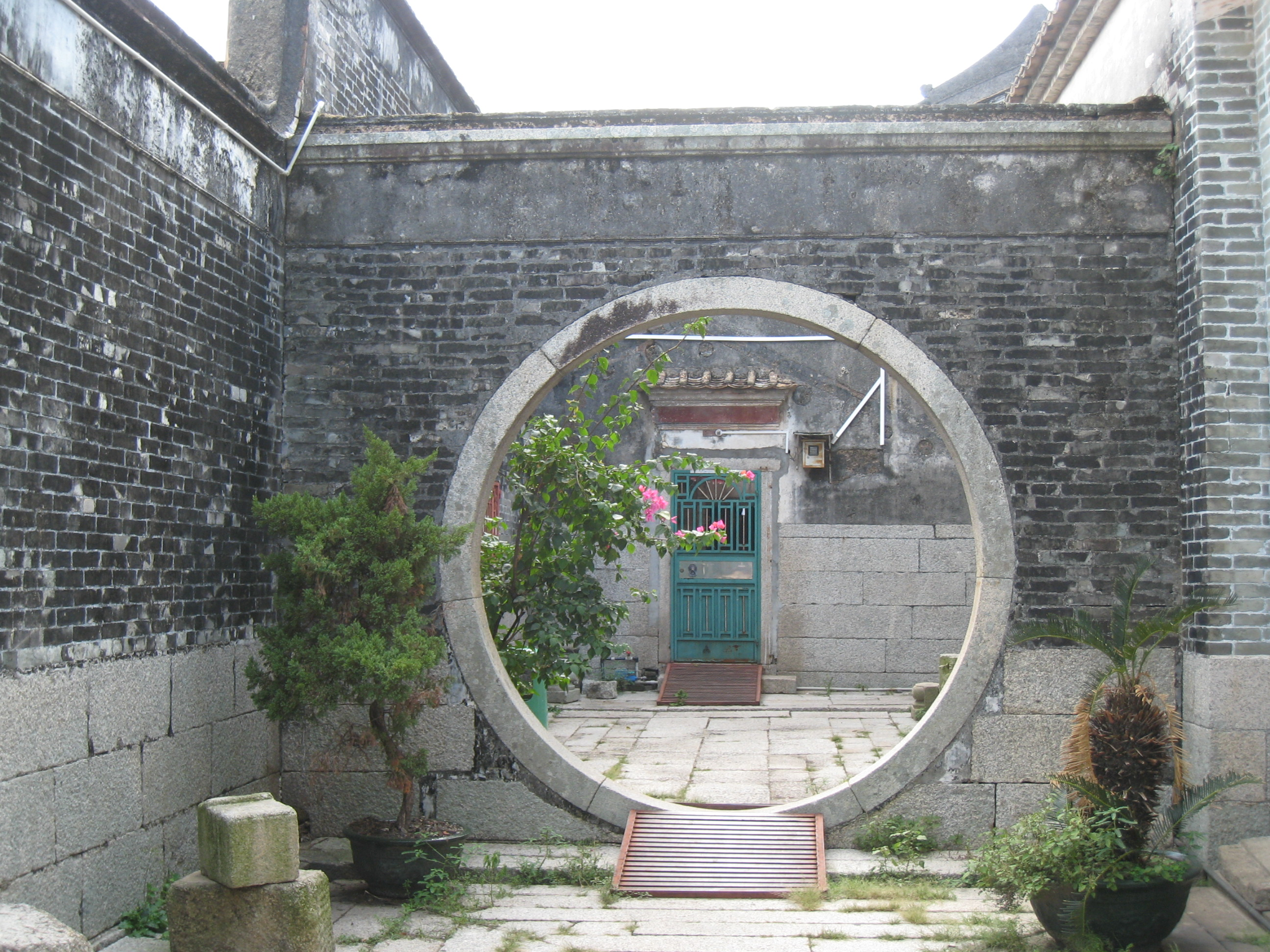
Ronde doorgang in Laifu

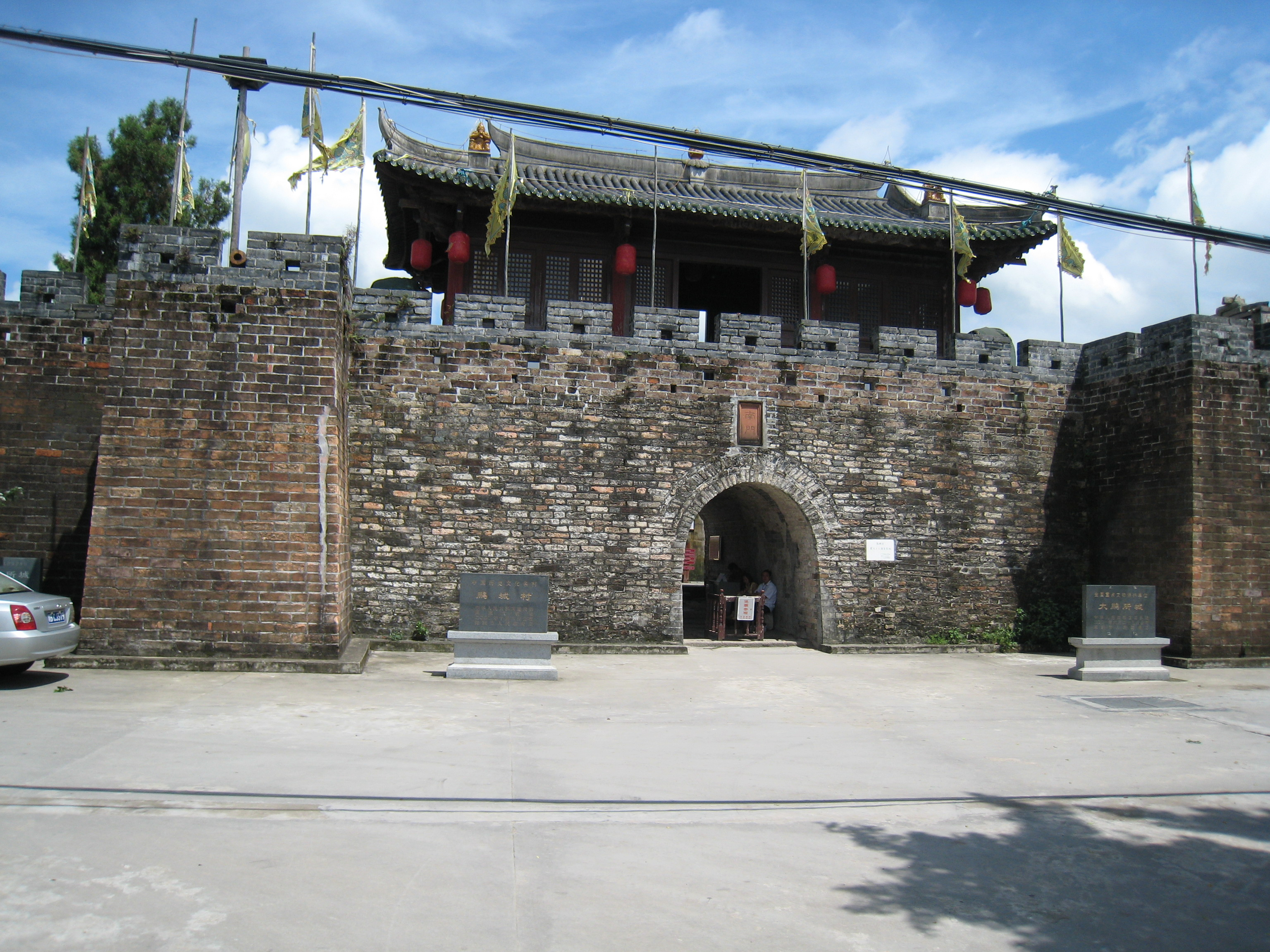
Nanmen

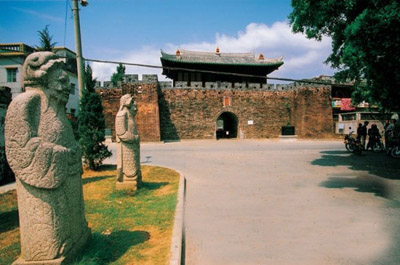
De Zuiderpoort (Nanmen), met links het graf van zeeadmiraal Lai

Dapengcheng is een ommuurd dorp in de streek Dapeng, district Longgang van stadsprefectuur Shenzhen, Guangdong, Volksrepubliek China. Het dorp ligt op 55 kilometer afstand van het centrum van Shenzhen. Veel voormalige inwoners van het dorp wonen nu in New York, in de Nederlandse Randstad en de Engelse havenstad Portsmouth. Dapengcheng is populair bij toeristen uit China en Hongkong doordat het op de van beschermde historische dorpen van staat.

## Geografie
Dapengcheng ligt in het oosten van subdistrict Dapeng aan de Dayabaai. Het ommuurde dorp is verdeeld in vier wijken en kent vier poorten.
- Dongbeicun (Dapenghua: Tong Pak Tsie) is de wijk in het noordoosten van het dorp
- Dongnancun (Dapenghua: Tong Nàam Tsie) is de wijk in het zuidoosten van het dorp
- Xibeicun (Dapenghua: Sáj Pak Tsie) is de wijk in het noordwesten van het dorp
- Xinancun (Dapenghua: Sáj Naam Tsie) is de wijk in het zuidwesten van het dorp

## Geschiedenis
Het dorp is in het begin van de Ming-dynastie ontstaan. De eerste bewoners waren Hakka en Kantonezen. Het was gebouwd als fort (vesting), om piraten uit Japan en de Zuid-Chinese Zee tegen te houden. Later in de Qing-dynastie was het een opslagplaats voor munitie die gebruikt werd tegen de Engelsen in de Eerste en Tweede Opiumoorlog.
Dapengcheng had twee beroemde legerkampen gehad die zich nog in het dorp bevinden. De eerste heet Laifu en de andere heet Liufu 劉府. Enkele nakomelingen van generaal Lai van Laifu wonen nu in Nederland.
Tijdens de Tweede Wereldoorlog hadden de Japanners de grootste huizen van het dorp bezet en bewoond. Veel dorpelingen waren toen naar de bergen gevlucht. De Japanners werden "Lòh Pak T'auw" genoemd, wat wit wortelhoofd betekent. Het lievelingseten van de Japanners was namelijk witte wortel.

## Bezienswaardigheden
In het oude dorp zijn bijna alle huizen gebouwd in de Qing-dynastie. Er zijn in de twee taoïstische tempels te vinden: de Tianhoutempel van Dapengcheng en de Fudetempel van Dapengcheng. De Tianhou-tempel bestond al voor dat de muren van Dapengcheng werden gebouwd.

### Lijst van bezienswaardigheden
- sculpturen langs de straten 雕塑
- huis van generaal Lai Yinci 赖恩赐将军第
- Chenghuangtempel 城隍庙
- Huaguangtempel
- An Gongtempel
- Hou Wangtempel
- Tan Gongtempel
- huis van admiraal Lai Xinyang 赖信扬将军第
- huis van admiraal Lai Yinjue 赖恩爵将军第
- verdedigingsgebouw 守备署
- overheidsgebouw van het dorp 都府署
- Huis van admiraal Liu Qilong 刘起龙将军第
- huis van de ondergeneraal 参将府
- citang van de familie Zhao en huis/citang van ambtenaar Zheng 赵公祠、郑氏司马第
- confucianistische school/tempel 文庙
- buskruitopslagplaats 火药局
- Guanditempel 关帝庙
- Museum van Dapeng 协台衙门 (大鹏博物馆)
- oostelijke woonwijk 东城巷民居区
- begraafplaats van de familie Lai 赖氏陵园
- volkshuizen aan de Nanmenstraat 南门街民居群
- huis van Lai Shaoxian 赖少贤将军第
- huis van admiraal Lai/Laifu 赖氏将军第
- huis van admiraal Liang 梁氏将军第

Ten oosten van Dapengcheng is een kerncentrale voor de opwekking van energie gevestigd. Hij wordt door Fransen onderhouden. Ook is ten oosten van het dorp de boeddhistische Dongshantempel te vinden.

## Eetcultuur
Mensen in Dapengcheng eten veel vis, gedroogde vis en andere zeedieren. De gemigreerde Dapengchengers zijn waar ook ter wereld nog steeds dol op het eten dat uit de zee komt. Tot de jaren tachtig was het legaal om in de zee vlak bij het dorp te duiken naar oesters, parels en zeekomkommers. Zeekomkommers werden gedroogd om later als mest te gebruiken voor de landbouw. Omdat in Hongkong zeekomkommer steeds meer als delicatesse werd beschouwd, begon de Chinese regering met de vangst van zeekomkommer om die te verkopen aan restaurants in Hongkong. Op de bergen rondom Dapengcheng staan veel lycheebomen en longanbomen. Het is verboden om van deze bomen de vruchten te plukken, al wordt dit niet strikt gehandhaafd.

## Cultuur
Omdat de eerste bewoners van het dorp meestal Hakka waren, praat het gebied Dapeng nu een dialect dat bestaat uit een mix van Bao'an-Hakka en Standaardkantonees. De Hakka hebben hun eigen klederdracht. Die wordt nu alleen nog door oude, bejaarde vrouwen gedragen. De mannelijke klederdracht wordt amper nog gedragen. De Hakkavrouwen zijn te herkennen aan hun zonnehoeden met zwarte stof aan de randen. De Dapengnese vrouwen zijn te herkennen aan hun zonnehoeden met blauwe stof aan de randen en een rood koord over de hoed. Als Dapengnezen trouwen, zingt het echtpaar voor het huwelijk Hakkabergliederen.

## Omgangstaal
De meeste mensen in het dorp spreken het Dapenghua. Een minderheid gebruikt het Standaardmandarijn (dat bijna iedereen kan verstaan en spreken). Ook het Kantonees wordt door bijna iedereen verstaan. De volgorde van populariteit is als volgt:
- 1 Dapenghua
- 2 Standaardkantonees (wordt door bijna iedereen verstaan)
- 3 Bao'an-Hakka
- 4 Chaozhouhua (wordt gesproken door de Hokloow arbeiders in Dapeng)
- 5 Standaardmandarijns (wordt door bijna iedereen verstaan)
- 6 Sichuanhua (wordt gesproken door de meeste fabrieksarbeiders uit Sichuan)

## Emigratie
De meeste mensen uit Dapencheng zijn in het verleden geemigreerd naar Nederland, Engeland, de Verenigde Staten, Duitsland en Hongkong. Veel van die in Nederland wonen zijn lid van Vereniging van Dapengnezen in Nederland. De bevolking in Dapengcheng bestaat vooral uit ouderen, kinderen, arbeiders uit Chaozhou en fabrieksarbeiders uit Sichuan. Door het vertrek van Dapengcheng'ers naar het buitenland zijn veel huizen in het ommuurde dorp onbewoond.

## Bekende Dapengchengers
- Dai Zhuowen
- Liu Heizai
- Luo Gui

## Afbeeldingen

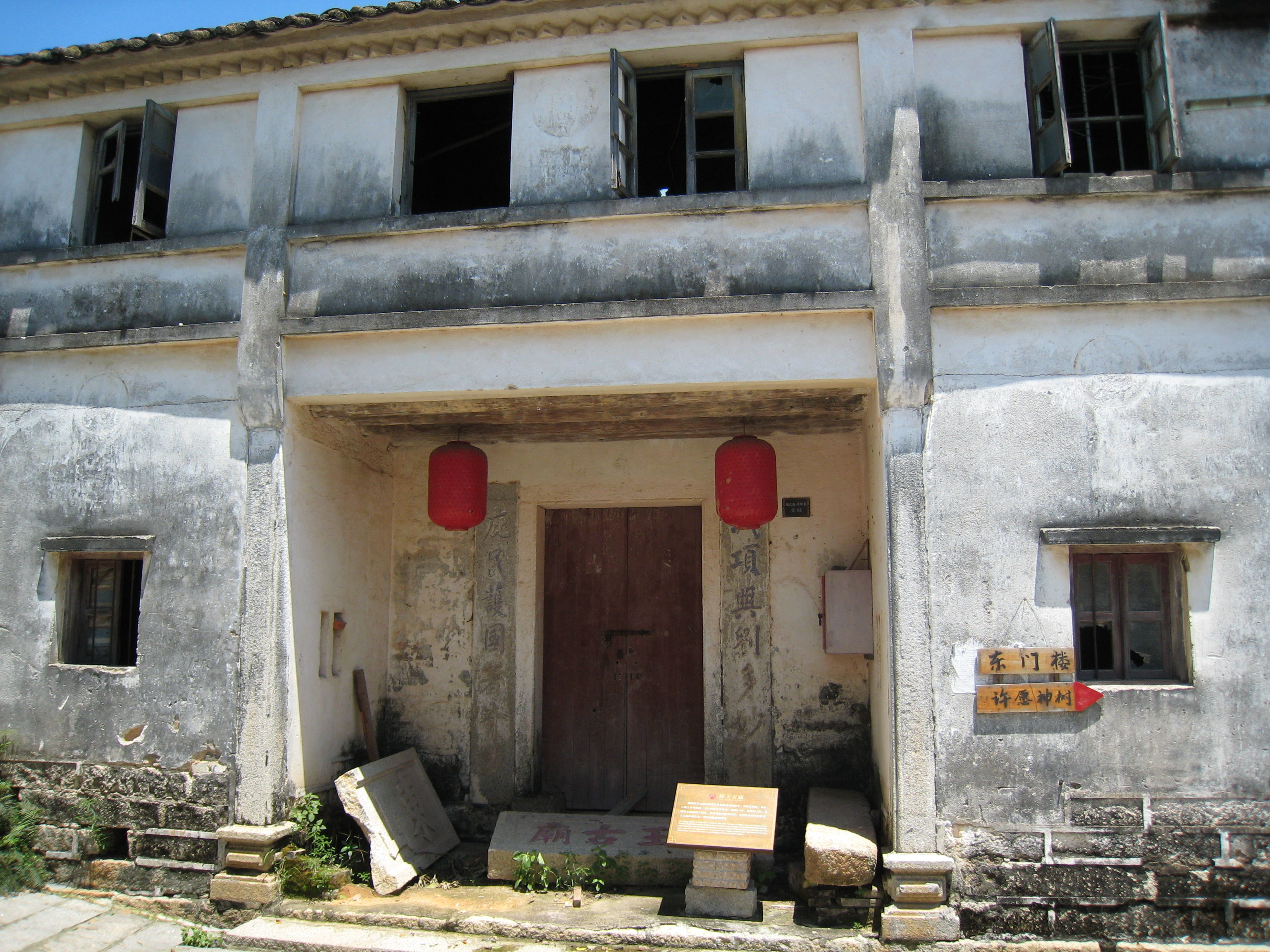
Houwanggumiao/oude tempel van Hou Wang
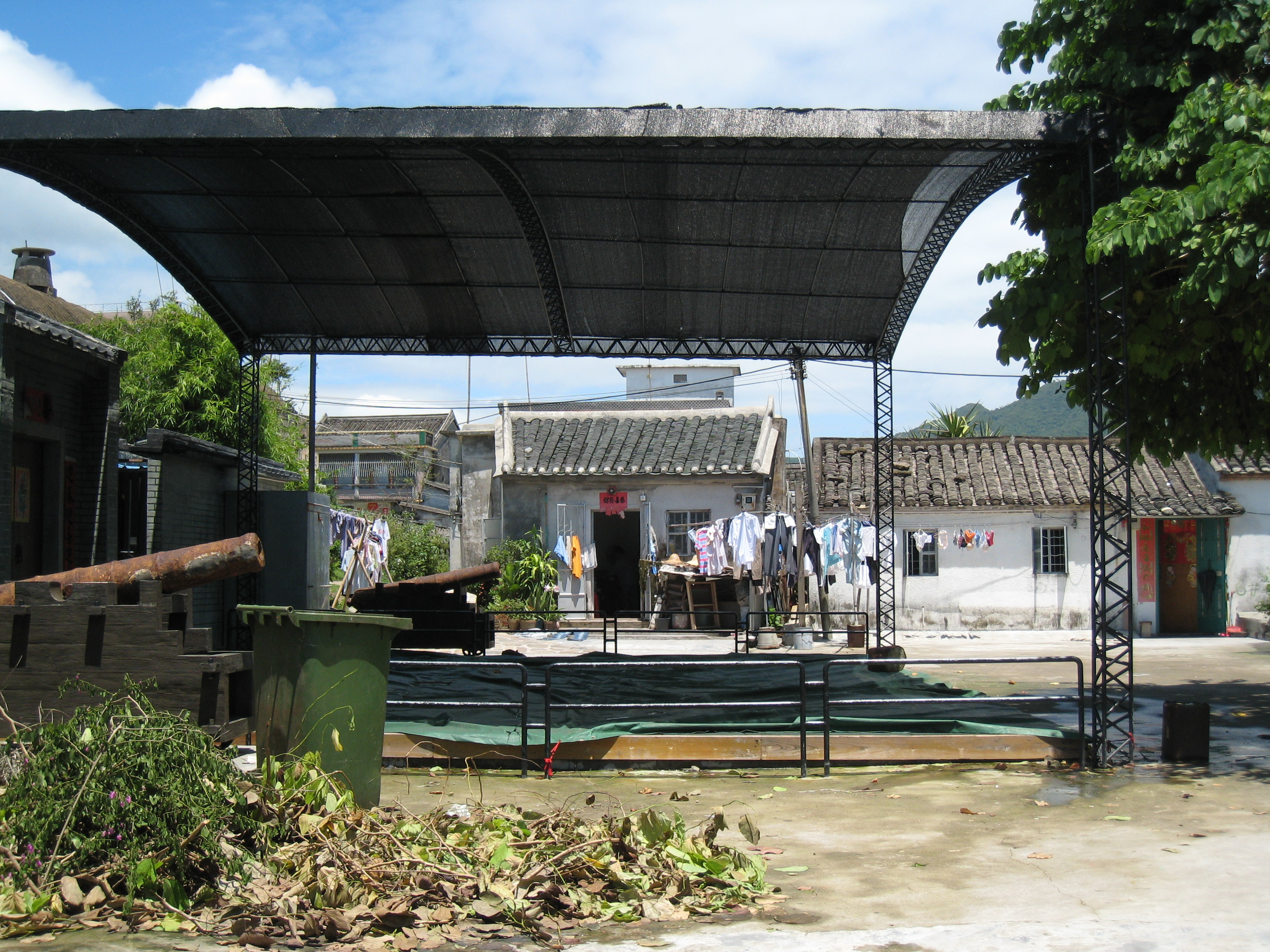
Houwangguangchang
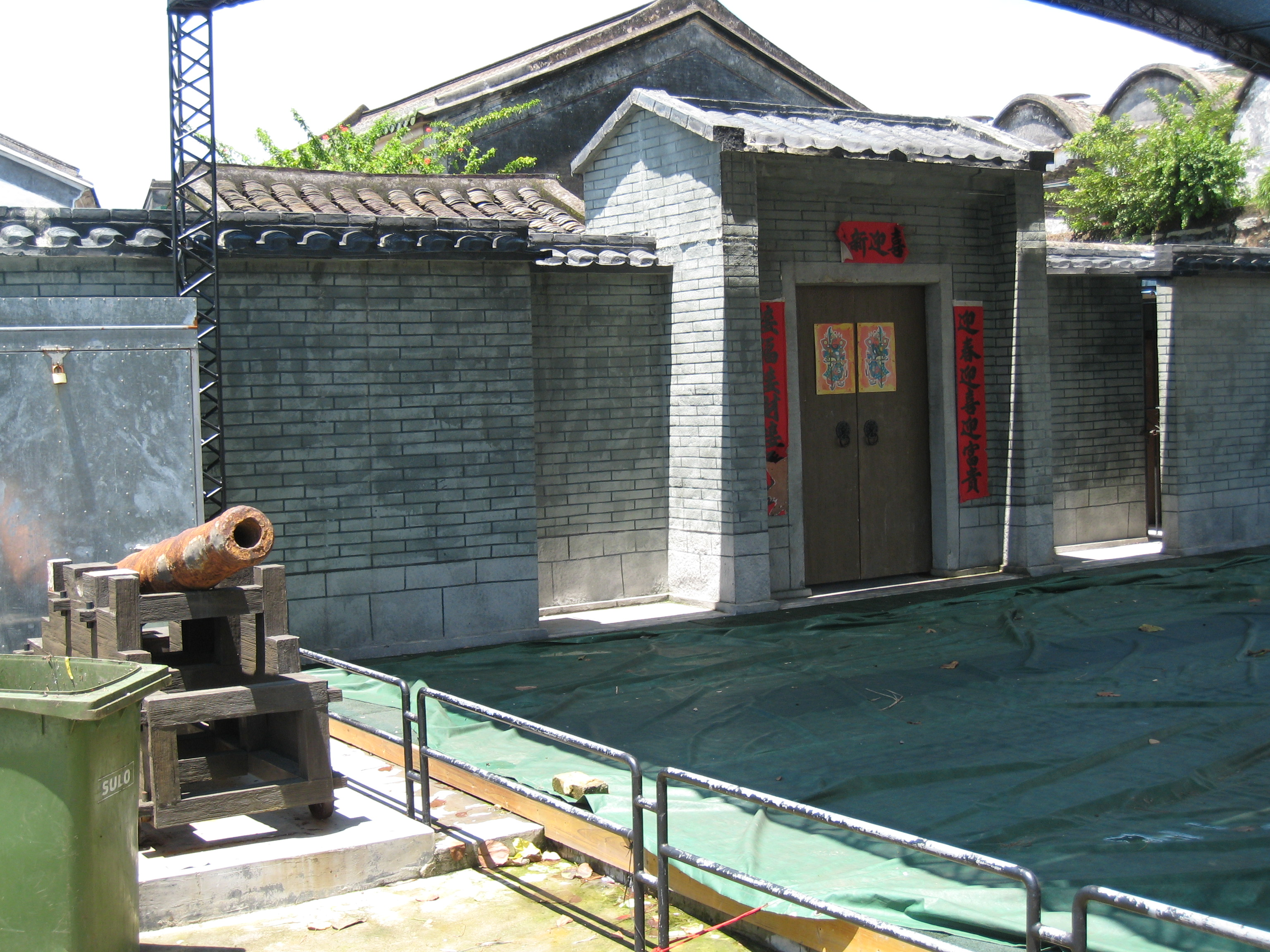
Houwangguangchang
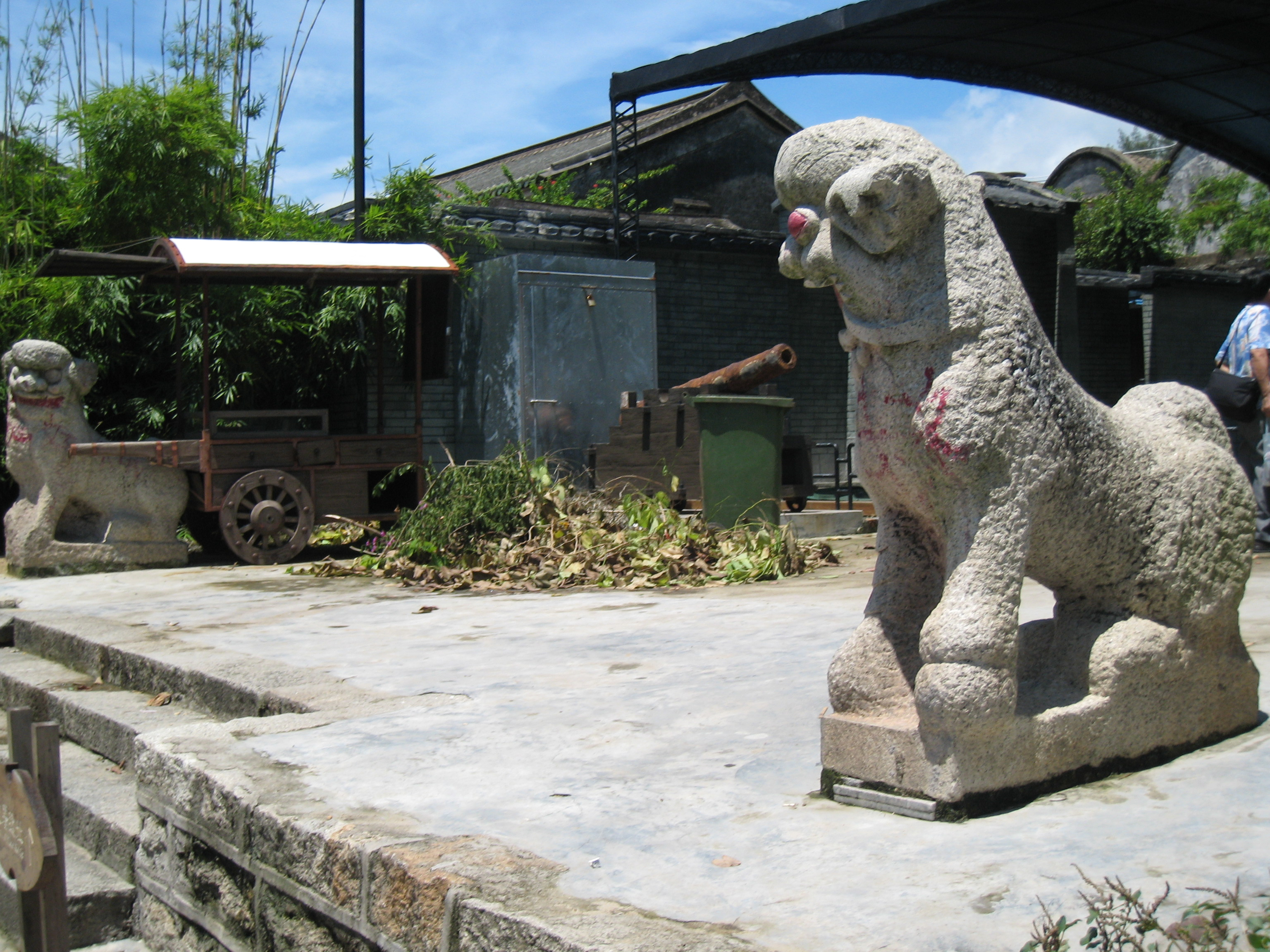
Stenen leeuw op Houwangguangchang
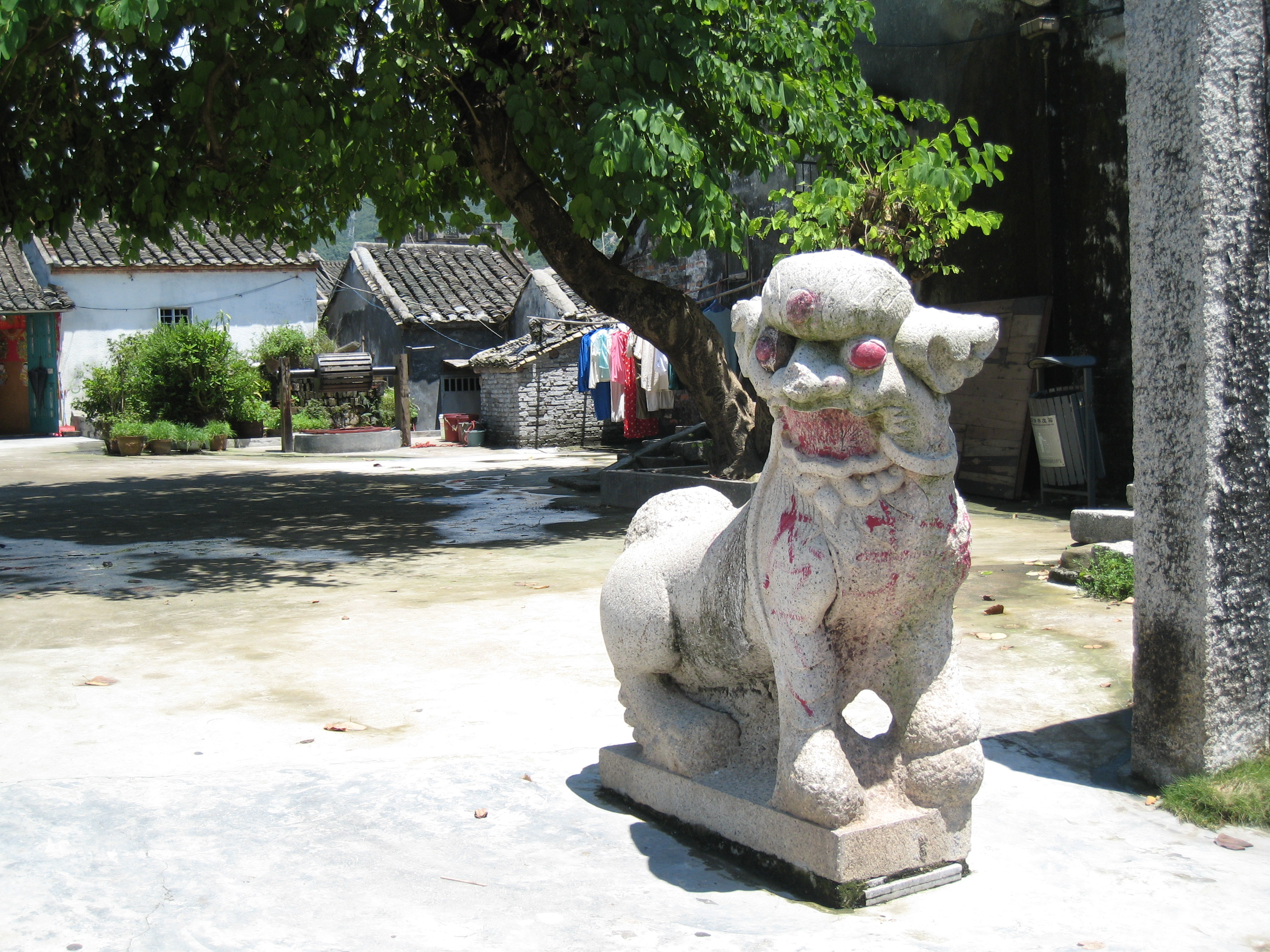
Stenen leeuw op Houwangguangchang
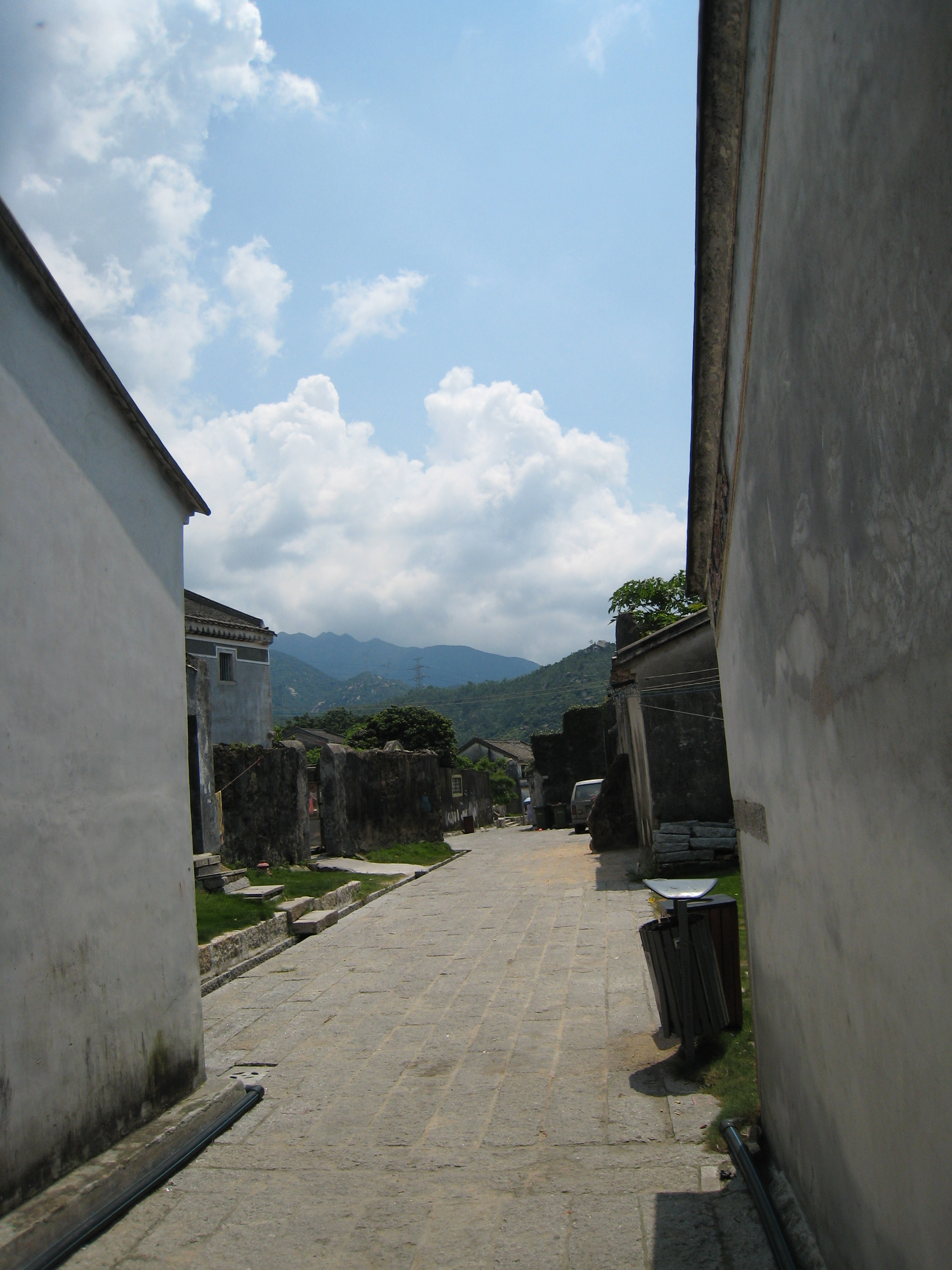
Shizilu in Dapengcheng
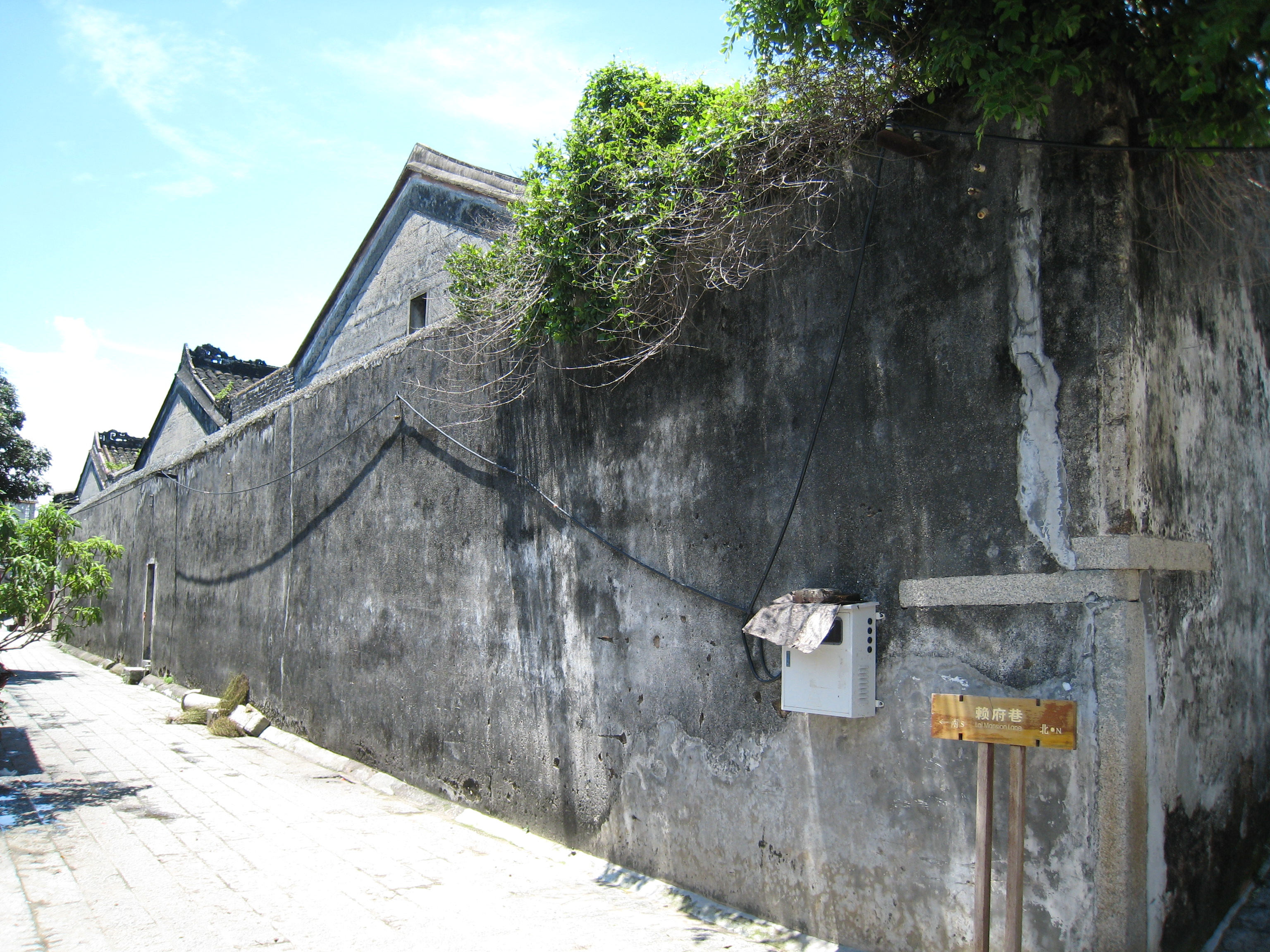
Lai Mansion Lane
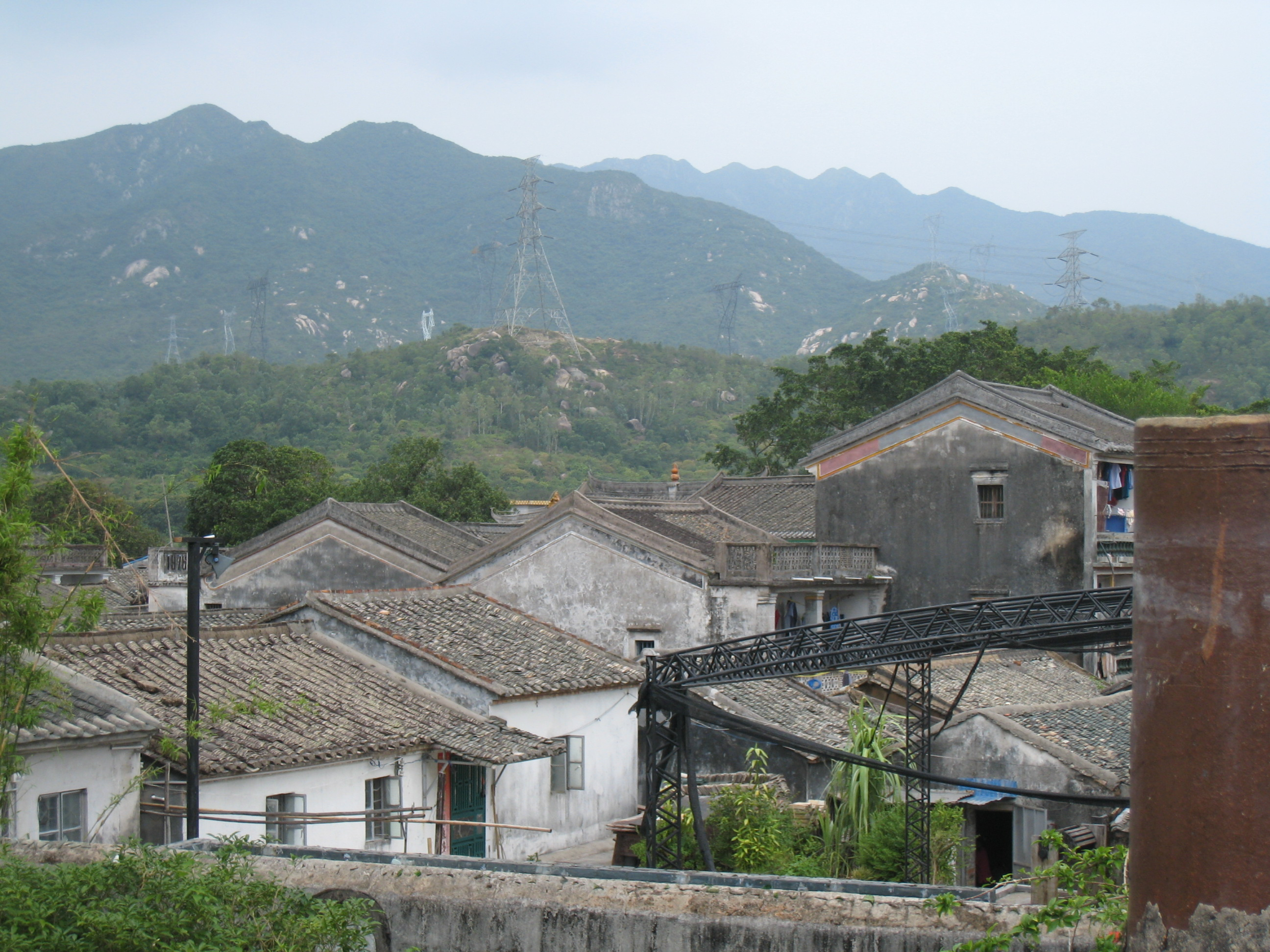
Dorpsaanzicht